# Karlee Bispo
Karlee Bispo (Modesto, 14 gennaio 1990) è un'ex nuotatrice statunitense, specialista dello stile libero.

## Carriera
Nata a Modesto, in California, ha iniziato a nuotare a livello agonistico frequentando la squadra dell'Università del Texas nella NCAA. Specializzatasi nello stile libero, ha conquistato la medaglia d'oro ai campionati mondiali del 2013 nella 4x200m stile libero, assieme alle compagne Katie Ledecky, Shannon Vreeland e Missy Franklin

## Palmarès
- Mondiali

Barcellona 2013: oro nella 4x200m sl.
- Universiadi

Shenzen 2011: oro nella 4x200m sl e bronzo nei 200m sl.